# Barnesville (Georgia)
Barnesville település az Amerikai Egyesült Államok Georgia államában, Lamar megyében, melynek megyeszékhelye is. Lakosainak száma 6292 fő (2020. április 1.).

## Népesség
A település népességének változása:

| 2010 | 6 755 |
| 2020 | 6 292 |